# Tøstrup (Angel)
Tøstrup (dansk) eller Töstrup (tysk) er en bebyggelse beliggende ved Rytterbjerget vest for købstaden Kappel i Angel i det østlige Sydslesvig. Administrativt hører stedet under Ørsbjerg kommune i Slesvig-Flensborg kreds i den nordtyske delstat Slesvig-Holsten. Tøstrup er sogneby i Tøstrup Sogn. Sognet lå dels i Kappel og dels i Slis Herred (Gottorp Amt, Slesvig), da området tilhørte Danmark.
Tøstrup er første gang nævnt 1231 (i Kong Valdemars Jordebog). Forleddet henføres til personnavnet Tyge eller Tøsti, en kortform for Torsten, afledt af gudsnavn Thor. Landsbyen Tøstrup var i kongelig eje, inden den kom i 1500-tallet under den syd for landsbyen beliggende Tøstrupgård. Landsbyen blev nedlagt på nær fire små gårde. Stedet beholdt dog sin status som sogneby. Under den dansk-svenske krig plyndrede i 1713 polske soldater kirken. I 1871 gav Tøstrup navnet til den nydannede kommune Tøstrup, som i 1876 blev omdøbt til Ørsbjerg Kommune. Kommunen rådede i 1871 over 410 ha og havde 219 indbyggere. Omgivende bebyggelser er Ørsbjerg, Sveltholm (Schweltholm), Skryn (Schrün), Tøstrupgaard (Toestorf), Snurom (Schnurrum) og Skæggerød (Scheggerott). Vest for landsbyen ligger Lyskkærsøen (Lyskkärsee).